# Distretto di Kibuku
Il distretto di Kibuku è un distretto dell'Uganda, situato nella Regione orientale.